# جوآن یامازاکی
جوآن یامازاکی (انگلیسی: Joann Yamazaki؛ زادهٔ ۱۶ ژوئیهٔ ۱۹۹۲) خواننده، صداپیشه، بازیگر خردسال، شخصیت‌های تلویزیونی در ژاپن، و بازیگر اهل ژاپن است.